# Нальотчики з кордону
«Нальотчики з кордону» (англ. Raiders of the Border) - вестерн 1944 року, режисера Джона П. Маккарті за сценарієм Адель Баффінгтон. Це шоста стрічка із серії фільмів про маршала "Неваду" Джека Маккензі. В фільми знімались Джонні Мак Браун, Реймонд Гаттон, Крейг Вудс, Еллен Голл, Едмунд Кобб та інші. Прем'єра фільму відбулась 31 січня 1944 року.   

## Сюжет
Американські маршали Джек Маккензі (Джонні Мак Браун) та Сенді Гопкінс (Реймонд Гаттон) працюють під прикриттям, щоб зупинити контрабандистів з кордону США.

## У ролях
- Джонні Мак Браун - Джек МакКензі
- Реймонд Гаттон - Сенді Гопкінс
- Крейг Вудс - Джо Роскінс
- Елен Голл - Боніта Бейн
- Рей Беннетт  - Гарш
- Едмунд Кобб  - МакГі
- Ерні Адамс - Віскі Вайлі
- Річард Александер - Стів Роллінз
- Лінтон Брент - Девіс
- Стенлі Прайс - Блекі
- Бен Корбетт - підручний

## Зовнішні посилання
- Нальотчики з кордону на сайті IMDb (англ.)